# Forsteronia amblybasis
Forsteronia amblybasis är en oleanderväxtart. Forsteronia amblybasis ingår i släktet Forsteronia och familjen oleanderväxter.

## Underarter
Arten delas in i följande underarter:
- F. a. amblybasis
- F. a. decipiens